# Омская область (Российская империя)
О́мская область — административно-территориальная единица Российской империи, существовавшая в 1822—1838 годах.
Областной центр — город Омск.

## География
Омская область Российской империи, помимо нынешней Омской области, включала в себя ряд областей, которые ныне входят в состав Казахстана: Акмолинскую, Восточно-Казахстанскую, Карагандинскую, Павлодарскую и Северо-Казахстанскую.

## История
Именным указом, данным Сенату 26 января 1822 года, «О разделении Сибирских Губерний на Западное и Восточное Управления», Омская область была образована из частей уездов Тобольской и Томской губерний. Областное управление находилось в Омске. Омская область принадлежала к Западному главному управлению.
Вся территория, населённая «сибирскими киргизами», составляла Средний жуз казахов, который охватывал несколько округов области. Округ состоял из 15-20 волостей, волость — из 10-12 аулов, аул — из 50-70 кибиток. Административно-полицейские, финансовые и судебные функции в округе осуществлял окружной приказ, состоявший из председателя (старшего султана), 2 назначенных русских заседателей и 2 заседателей из «почётных киргизов» (биев), избиравшихся местной знатью. Волость возглавлял султан, аул — старшина. Должностные лица числились на государственной службе: старший султан имел чин майора, а за три срока (9 лет) пребывания в должности получал потомственное дворянство.
В 1824 году были образованы внешние округа Каркаралинский и Кокчетавский на основании устава о «сибирских киргизах». В Каркаралах старшим султаном был избран Турсун Джамантай Чингисов, внук Букей-хана. В Кокчетаве старшим султаном был избран Габайдулла, сын Вали-хана.
18 февраля 1825 года для Омской области был утверждён герб.
В 1831 году образован Аягузский внешний округ. Старшим султаном в нём был избран Сарт Ючин, внук Абулфеиз-хана. Это вызвало неудовольствие Сивванкула Ханходжина с прочими султанами. Китайские войска вторгаются в Аягузскую долину.
В 1832 году создан Акмолинский внешний округ. В поисках защиты от разорительных набегов кокандцев, жители, старшины и султаны обратились к русским властям с просьбой о скорейшем открытии намеченного здесь внешнего округа и о поручении этого дела Фёдору Шубину, которого они знали как честного и великодушного начальника. Западно-Сибирский губернатор Вельяминов просьбу удовлетворил, сочтя нужным открыть «четвёртый округ под названием Акмолинского, который, получив твёрдое основание и имея положение впереди прочих округов, будет защитою почти всех верноподданных волостей». Старшим султаном в округе был избран Конур-Кульджа Худаймендин, правнук Самеке-хана.
В 1833 году образуется Баян-Аульский внешний округ. Старшим султаном был избран бий Чон Эдигин вследствие нежелания местных казахов волостей состоять в управлении султанов белой кости. Открыт Уч-Булакский внешний округ. Старшее султанство поручено Нурмахмету Сыздыкову, внуку Аблай-хана.
В 1834 году создаётся Аман-Карагайский внешний округ. Старшим султаном был избран Чингис Валиханов.
Омская область была ликвидирована Высочайше утверждённым Положением 6 апреля 1838 года № 11122 «Об отдельном управлении Сибирскими Киргизами».
В именном указе, данным Сенату, говорилось:
Образование в 1822 году, в составе общего управления Западной Сибири, Омской области, предпринято было в тех единственно видах, дабы посредством местного оной управления действовать на постепенное введение между Сибирскими Киргизами того устройства, которое для его многочисленного кочевого племени предположено в учреждении о Сибирских инородцах.
Но управление сие, по мере расширения круга его действия в степи, озабоченное в то же время предметами внутреннего заведования, естественно должно было сделаться неудовлетворительным в отношениях к помянутой главной его цели…

Вследствие сего… Повеливаем: … 2. С тем вместе Омскую область упразднить, присоединив города Омск к Тобольской губернии, Петропавловск к Ишимскому уезду, а город Семипалатинск и Усть-Каменогорск к Бийскому Томской губернии, и распределив самые селения и станицы между уездами сих губерний: Курганским, Ишимским и Бийским, по местной удобности по ближайшему усмотрению Генерал-Губернатора Западной Сибири, с утверждения Министерства Внутренних Дел. 3. За причислением Омска к составу Тобольской губернии, город Тюкалинск обратить в заштатный, а взамен того всё перевести в Омск…
Омский и Петропавловский округа отошли к Тобольской губернии, Семипалатинский и Усть-Каменогорский округа — к Томской губернии.

## Административное деление
| №                 | Округ              | Центр                      | Площадь           | Население (1838), мужского пола |
| Внутренние округа | Внутренние округа  | Внутренние округа          | Внутренние округа | Внутренние округа               |
| ----------------- | ------------------ | -------------------------- | ----------------- | ------------------------------- |
| 1                 | Омский             | город Омск                 |                   | 14377                           |
| 2                 | Петропавловский    | город Петропавловск        |                   | 13533                           |
| 3                 | Семипалатинский    | город Семипалатинск        |                   | 10228                           |
| 4                 | Усть-Каменогорский | станица Усть-Каменогорская |                   | 3667                            |
| Внешние округа    |                    |                            |                   |                                 |
| 1                 | Каркаралинский     | станица Кар-Каралинская    |                   | 64043                           |
| 2                 | Кокчетавский       | станица Кокчетавская       |                   | 26187                           |
| 3                 | Аягузский          | станица Аягузская          |                   | 31099                           |
| 4                 | Акмолинский        | форпост Акмолинский        |                   | 28749                           |
| 5                 | Баян-Аульский      | станица Баян-Аульская      |                   | 28053                           |
| 6                 | Уч-Булакский       | станица Уч-Булакская       |                   | 22426                           |
| 7                 | Аман-Карагайский   | станица Аман-Карагайская   |                   | 33971                           |

## Символика

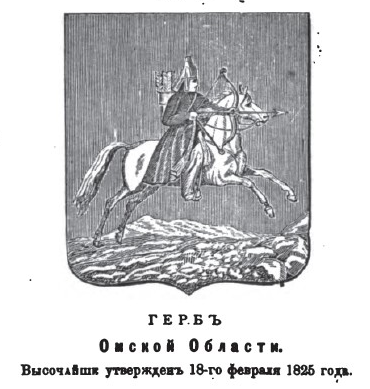
Герб Омской области (П. Винклер, 1899 год)

8 августа 1824 года по представлению генерал-губернатора Западной Сибири, сообщённое Управляющим МВД от 25 июля № 854 «об утверждении герба для Омской области», который уже был рассмотрен в Герольдии и возвращён при отношении Министерства юстиции с одобрением.
Сибирский комитет постановил: проект герба для Омской области, одобренный Герольдией, представить на Высочайшее утверждение.
Спустя три года после образования Омской области, в царствование императора Александра I 18 февраля 1825 года был утверждён герб области:
В щите имеющее красное поле, изображён всадник в азиатской одежде на белом коне, скачущий в левую сторону и имеющий в руках лук, натянутый за стрелою, а за спиною — колчан со стрелами.

## Начальники области
| Ф. И. О.                       | Титул, чин, звание | Время замещения должности |
| ------------------------------ | ------------------ | ------------------------- |
| Броневский Семён Богданович    |                    | 1823—1824                 |
| Булатов Михаил Леонтьевич      |                    | 1824—1825                 |
| Де-Сент-Лоран Василий Иванович |                    | 1827—1835                 |
| Петерсен Иван Фёдорович        |                    | 1835—1837                 |
| Гладышев Евграф Иванович       |                    | 1837—1838                 |

## Известные уроженцы
- Валиханов, Чокан Чингисович
- Потанин, Григорий Николаевич